# Ronde Lutherse Kerk
De Ronde Lutherse Kerk of Nieuwe Lutherse Kerk is een voormalige lutherse kerk aan het Singel in Amsterdam. Sinds 1975 behoort het enkele malen door brand verwoeste monument als gelegenheid voor grote bijeenkomsten bij een hotel.

## Geschiedenis
De Ronde Lutherse Kerk werd gebouwd in 1668-1671 als tweede en dus "nieuwe" Lutherse Kerk, nadat de Oude Lutherse Kerk wegens de vele lutherse immigranten te klein geworden was. De architect was Adriaan Dortsman. Omdat het de lutheranen verboden werd een kerktoren te bouwen, realiseerden zij een koepelkerk. In het kleine torentje op de koepel, lantaarn genaamd, werd de lutherse zwaan afgebeeld.

### Brand van 1822
Bij een vernietigende brand op 18 september 1822 werd de kerk vrijwel geheel verwoest. Alleen de muren bleven staan. De Ronde Lutherse Kerk werd tussen 1823 en 1826 herbouwd naar plannen van Tieleman Franciscus Suys en stadsarchitect Jan de Greef. Als aannemers fungeerden Willem Springer en Gerrit Moele jr. Het nieuwe ontwerp leek erg op het oude. De koepel werd verhoogd en kreeg Romeinse cassetten. Ook kwam er een nieuw Johan Bätz-orgel.

### Stijl
Het interieur heeft een monumentale werking. Het is (ondanks de herbouw van 1826) het meest barokke bouwwerk uit de zeventiende eeuw in Nederland. De stijl zou men als classicistisch kunnen kenmerken.

### Secularisatie
De lutheranen verlieten de kerk in 1935. Na de sluiting werd zij voor concerten gebruikt. Ook was er een tijdlang een tentenshow/zeilmakerij in gevestigd. In 1975 werd de kerk in gebruik genomen door het tegenoverliggende Sonesta Hotel. Er werd een ondergrondse tunnel aangelegd, waardoor hotelgasten de inmiddels als congres- en concertzaal dienende zaal kunnen bereiken. Het orgel onderging in 1984 nog een grondige restauratie. Inmiddels heeft het Renaissance Amsterdam Hotel de kerk in gebruik. De kerk wordt geëxploiteerd als locatie voor allerlei evenementen, variërend van vergaderingen tot bruiloften, live televisieshows, gala diners onder de naam Koepelkerk.

### Brand van 1993
Nog geen 10 jaar na de orgelrestauratie van 1984 vloog de koepel weer in brand. Op 3 februari 1993 werden het interieur en het dak van de Koepelzaal verwoest. De uitgebreide restauratie die daarop volgde duurde 16 maanden, en in juni 1994 was de Koepel weer hersteld. Alleen was het koperen dak koperkleurig en niet meer groen.

## Galerij

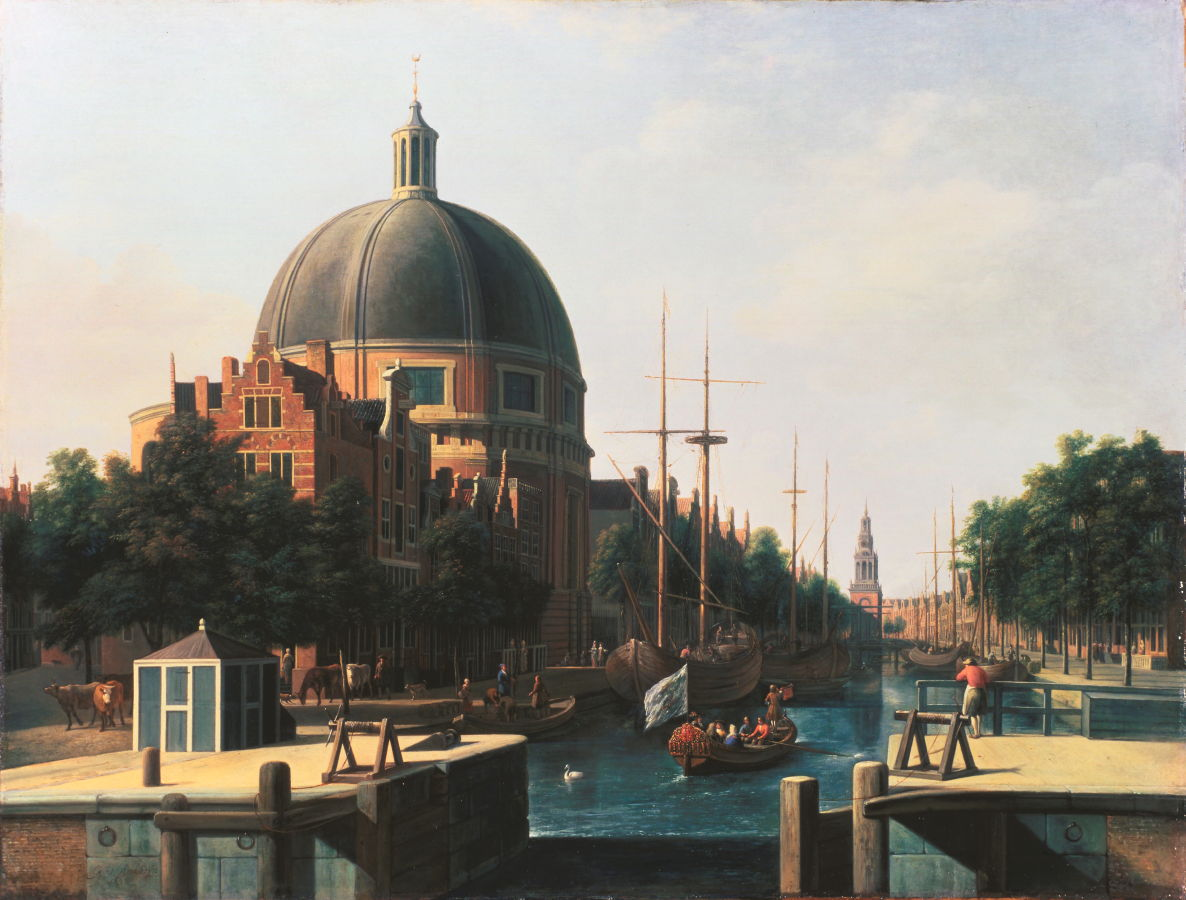
De Ronde Lutherse Kerk geschilderd door Gerrit Berckheyde in 1697
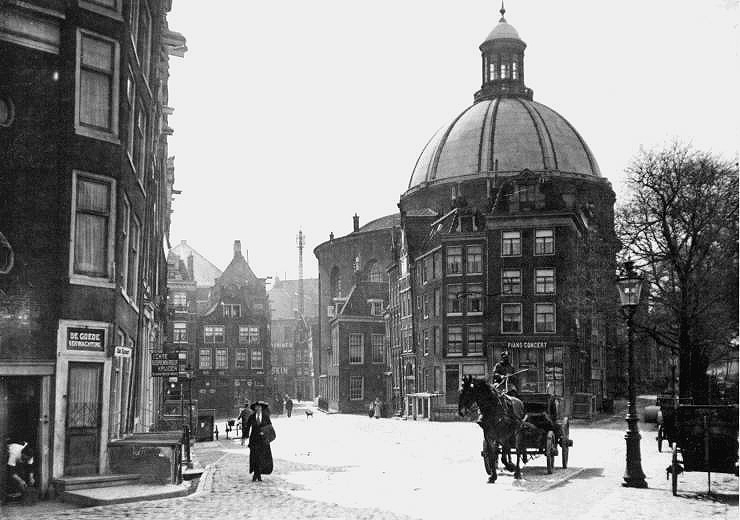
De kerk op een oude foto (ca. 1920)
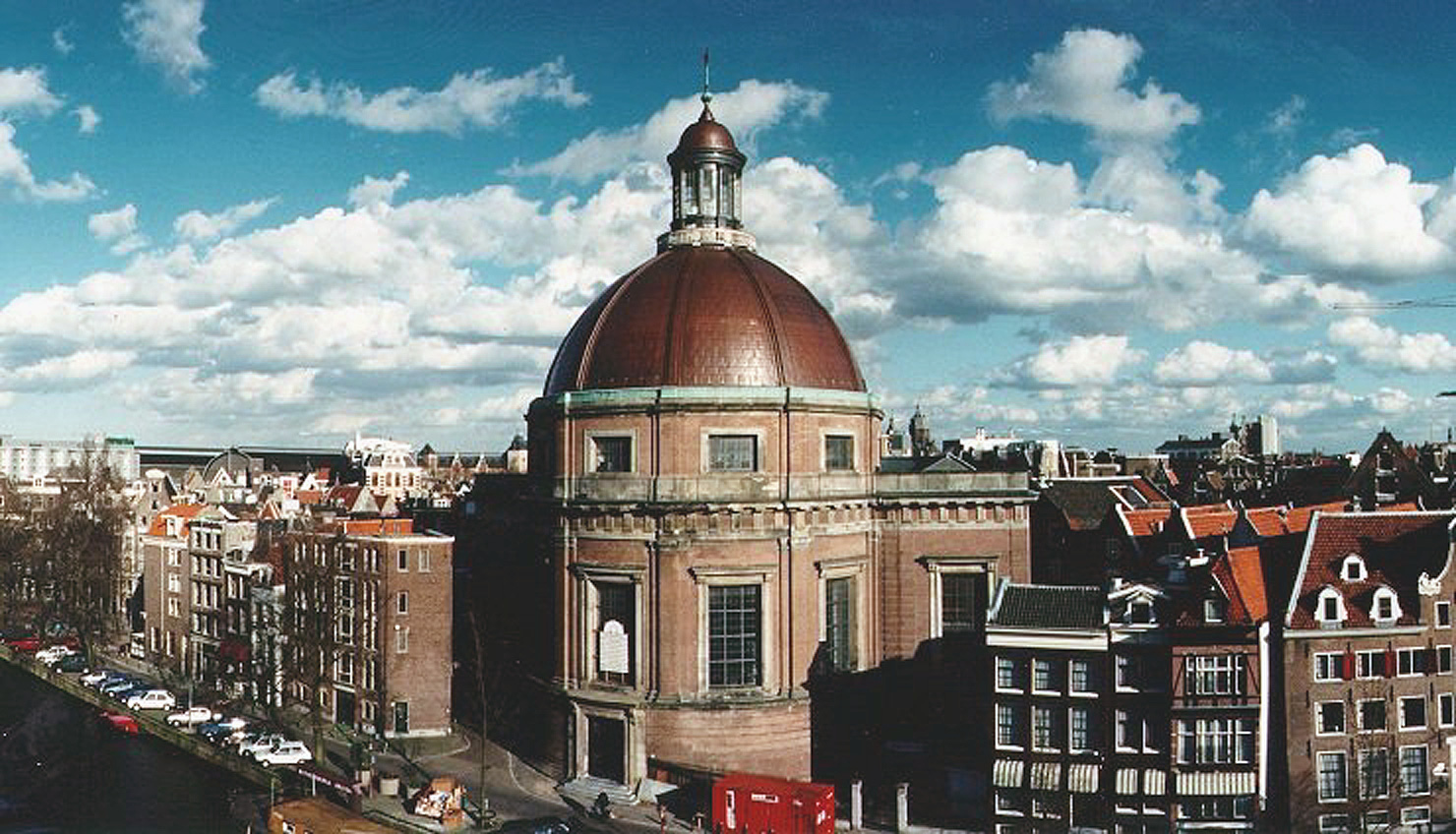
De kerk (2007)
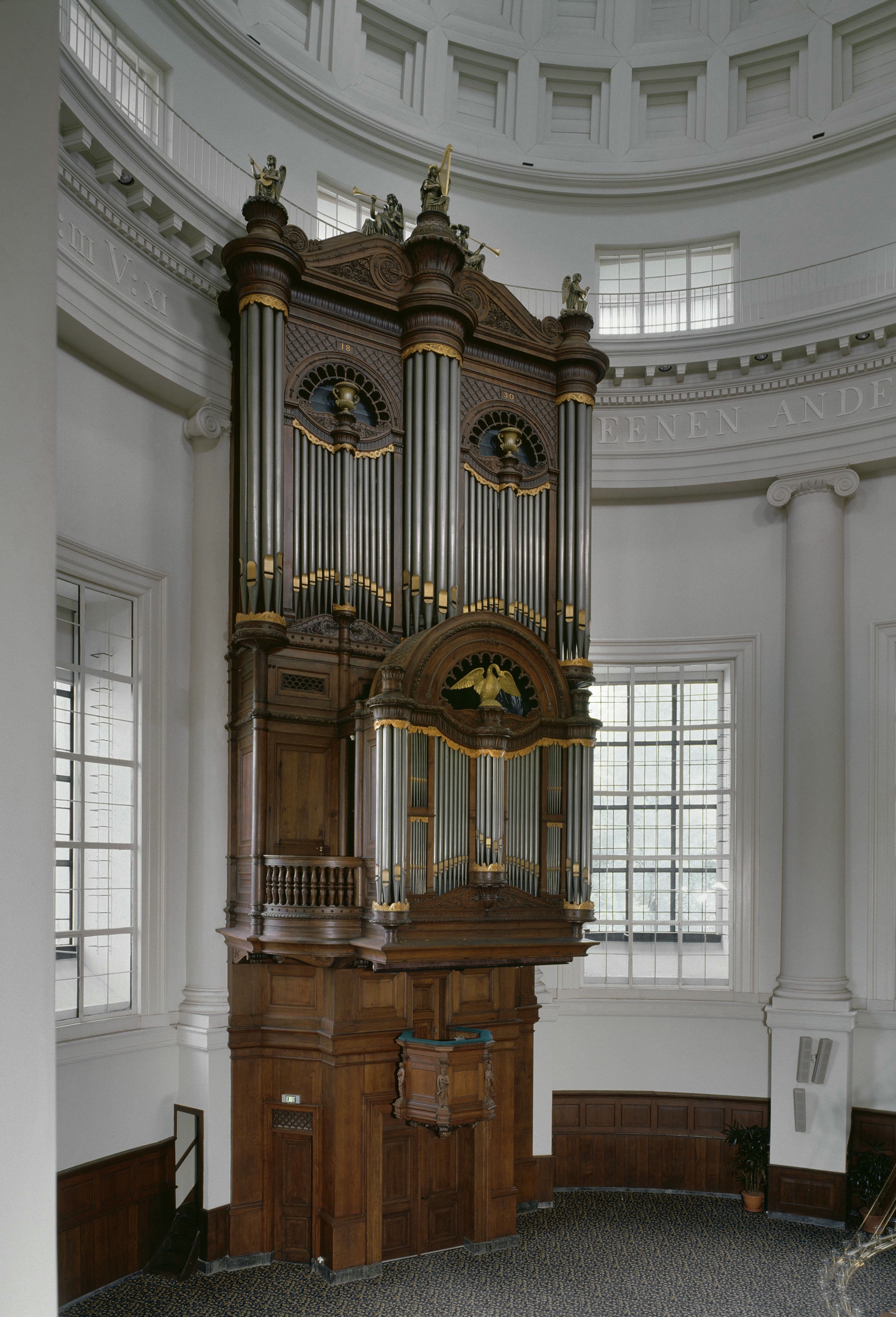
Het orgel